# Philippische Reden
Die Philippischen Reden wurden von Marcus Tullius Cicero in den Jahren 44 v. Chr./43 v. Chr. gehalten.
Der Ausdruck Philippische Rede (Philippica) geht zurück auf die zwischen 351 v. Chr. bis 341 v. Chr. von Demosthenes gehaltenen Reden (λόγοι Φιλιππικοί logoi Philippikoi) gegen König Philipp von Makedonien, der Athen bedrohte. Es handelt sich offensichtlich um eine von Cicero selbst scherzhaft gewählte Bezeichnung, wie dem Briefwechsel mit Marcus Iunius Brutus – dem Caesarmörder – zu entnehmen ist. Möglicherweise legte er dadurch den Gedanken nahe, dass er sich als Römer dem größten griechischen Redner Demosthenes durchaus ebenbürtig fühlte. Im Aufbau seiner 3. Philippischen Rede ahmte er Demosthenes deutlich nach.
Cicero attackierte in den Philippicae Marcus Antonius und stellte ihn als eine Bedrohung für die Römische Republik dar – diese Reden sind ein letzter Versuch des Verfassers, die freie Römische Republik zu retten. Denn nach dem Tod Julius Caesars strebte Marcus Antonius danach, dessen führende Stellung im Staat zu übernehmen.
Das veröffentlichte Corpus besteht aus insgesamt vierzehn Reden. Die erste Rede wurde am 2. September 44 v. Chr. gehalten, die letzte am 21. April 43 v. Chr. Mit ihnen schwang sich Cicero ein letztes Mal als Wortführer des römischen Senates auf: Insofern flankieren die Reden die innenpolitischen Vorgänge im Römischen Reich vom Tode Caesars bis zur Doppelschlacht bei Forum Gallorum und Mutina in ihrer Aussagekraft als Quellentexte ersten Ranges. Zweifellos hat Cicero in dieser Zeitspanne öfter das Wort ergriffen, doch wurden nur vierzehn Reden in diesem Zusammenhang veröffentlicht:

## Übersicht
- 1. Philippica (Senatsrede, 2. September 44): Kritik Ciceros an der Gesetzgebung der amtierenden Konsuln Marcus Antonius und Publius Cornelius Dolabella, die der Meinung Ciceros nach gegen die Verfügungen Caesars (acta Caesaris) verstießen. Postulat: Rückkehr der Konsuln zur Politik zum Wohl des römischen Volkes.
- 2. Philippica (als Senatsrede konzipierte Flugschrift Ciceros, 24. Oktober 44 vollendet[2] und möglicherweise erst nach Ciceros Tod veröffentlicht): Heftige Angriffe Ciceros auf Marcus Antonius mit dem Vorwurf, er übertreffe in seinem  politischen Machtanspruch noch Lucius Sergius Catilina und Publius Clodius Pulcher, Katalog der „Schandtaten“ des Marcus Antonius. (Anmerkung: Dies ist die mit Abstand längste der Philippicae.)
- 3. Philippica (Senatsrede, 20. Dezember 44 morgens): Ciceros Aufruf an den Senat zum kriegerischen Handeln gegen Marcus Antonius – Forderung von Solidarität mit Gaius Octavius (Octavian) und Decimus Iunius Brutus Albinus. (Anmerkung: Diese Forderungen Ciceros wurde vom römischen Senat zum Beschluss erhoben.)
- 4. Philippica (Volksversammlungsrede, 20. Dezember 44 nachmittags): Cicero betrachtet Antonius als der Sache nach „Staatsfeind“ und erklärt einen Frieden mit Antonius für undenkbar.
- 5. Philippica (Senatsrede, gehalten im Jupitertempel am 1. Januar 43 unter den neuen Konsuln Aulus Hirtius und Gaius Vibius Pansa Caetronianus): Cicero plädiert dafür, keine Gesandtschaft des römischen Senats an Antonius zu schicken, und warnt eindringlich vor Antonius’ Absichten; Cicero beantragt Ehrenbeschlüsse u. a. für Decimus Iunius Brutus, Gaius Octavius und dessen Truppen und Marcus Aemilius Lepidus. (Anmerkung: Die Forderung Ciceros auf Aussetzung der Gesandtschaft wurde abgelehnt: Der römische Senat schickte die drei consulares Lucius Calpurnius Piso Caesoninus, Lucius Marcius Philippus und Servius Sulpicius Rufus zu Marcus Antonius.)
- 6. Philippica (Volksversammlungsrede, 4. Januar 43): Cicero betrachtet die inzwischen vom Senat beschlossene Gesandtschaft als verzögerte Kriegserklärung an Antonius und hält die Kriegserklärung nach Rückkehr der Gesandten für sicher. Appell an die allgemeine Einigkeit im Kampf um die Freiheit.
- 7. Philippica (Senatsrede außerhalb der Tagesordnung, Mitte Januar 43): Cicero stellt sich als Anwalt des Friedens dar, hält aber einen Krieg gegen Antonius für ein Gebot der Stunde; er artikuliert wiederum die Forderung, Verhandlungen mit Antonius zu unterlassen.
- 8. Philippica (Senatsrede, 3. Februar 43): Da Antonius die Forderungen des Senats abgelehnt hat, konstatiert Cicero, dass die innenpolitische Lage de facto einer Kriegssituation gleichkomme, wobei er ausdrücklich den Terminus bellum (= faktischer Krieg) favorisiert, den Begriff tumultus (= Drohen eines Kriegs) als Charakterisierung der Situation ablehnt. Darin schließt er die Kritik an denjenigen Konsularen (namentlich Quintus Fufius Calenus) an, die Frieden mit Antonius bevorzugen – Friede unter Antonius sei Knechtschaft. Beantragung eines Beschlusses über die Straflosigkeit aller bis 15. März 43 überlaufenden Soldaten des Antonius. Alle, die hernach sich dem Antonius anschlössen, sollten als Staatsfeinde betrachtet werden. (Anmerkung: Auch diese Forderung Ciceros wurde vom römischen Senat zum Beschluss erhoben.)
- 9. Philippica (Senatsrede, 4. Februar 43): Cicero fordert Ehrungen für Servius Sulpicius Rufus, der während der Gesandtschaftsreise zu Marcus Antonius gestorben ist. (Anmerkung: Auch diese Forderung Ciceros wurde vom römischen Senat zum Beschluss erhoben.)
- 10. Philippica (Senatsrede, Mitte Februar 43): Cicero lobt die militärischen Taten des Marcus Iunius Brutus in Makedonien und Illyrien. Er fordert, Brutus als Statthalter von Makedonien, Griechenland, Illyrien mit seinen Truppenverbänden zu bestätigen. (Anmerkung: Auch diese Forderung Ciceros wurde vom römischen Senat zum Beschluss erhoben.)
- 11. Philippica (Senatsrede, Ende Februar 43): Cicero geißelt den Mord Dolabellas an Gaius Trebonius, dem Statthalter der Provinz Asia. Er fordert die Statthalterschaft für die römische Provinz Syria für Gaius Cassius Longinus. (Anmerkung: Diese Forderung Ciceros wurde vom römischen Senat abgelehnt.)
- 12. Philippica (Senatsrede, Anfang März 43): Cicero lehnt eine zweite Gesandtschaft an Antonius ab, nachdem er sich zunächst zu einer Teilnahme bereit erklärt hatte. (Anmerkung: Auch diese Forderung Ciceros wurde vom römischen Senat zum Beschluss erhoben, es gab keine weitere Friedensgesandtschaft.)
- 13. Philippica (Senatsrede, 20. März 43): Cicero klagt das Vorgehen des Marcus Antonius in Oberitalien  als „kriegerisch“ an (Belagerung von Mutina). Verlesung eines an C. Caesar (= Octavi(an)us) und A. Hirtius gerichteten Briefes des M. Antonius, den Cicero kommentiert. Eine Friedensmahnung des Marcus Aemilius Lepidus verwirft er und liefert einen Verweis auf das „verbrecherische“ Treiben des Antonius. Er fordert Ehrungen für Sextus Pompeius.
- 14. Philippica (Senatsrede, 21. April 43, gehalten unmittelbar nach dem Sieg der verbündeten Heere des Gaius Octavius und des Senates unter Hirtius und Pansa über Marcus Antonius): Cicero beantragt ein Dankfest und lobt die siegreichen Kommandeure und Truppen. Er postuliert nachdrücklich, Marcus Antonius zum Staatsfeind (hostis) zu erklären. (Anmerkung: Die Konsuln Hirtius und Pansa waren gefallen. Diese letzte Forderung Ciceros wurde vom römischen Senat zum Beschluss erhoben, am 26. April 43 wurde Marcus Antonius offiziell zum Staatsfeind erklärt.)

## Konzeption
Die ersten beiden Reden markierten den Ausbruch der Feindschaft zwischen Antonius und Cicero. Cicero wollte möglicherweise an seine Erfolge gegen die Verschwörung des Catilina im Jahre 63 anknüpfen; zumindest stellte er Marcus Antonius seinen größten politischen Gegnern Catilina und Clodius rhetorisch geschickt an die Seite.
In den folgenden beiden Reden (3 und 4) vom 20. Dezember 44 suchte er das Militärbündnis mit Octavius, es ging ihm um die Vernichtung von Antonius und die Wiederherstellung der res publica libera – der freien Republik; dabei favorisierte er eindeutig kriegerische Mittel.
Da der Senat dagegen eine Friedensgesandtschaft beschloss, suchte er in den Reden 5 bis 9 den Gesandtschaftsgedanken zu desavouieren und den Senat und das Volk von Rom für den Krieg zu mobilisieren.
In den Reden 10 und 11 setzte er sich für die militärische Stärkung der Republikaner Brutus und Cassius ein, war aber nur im ersten Fall erfolgreich.
In den letzten Reden 12, 13 und 14 ging es ihm darum, die Bedenken gegen die Ciceronianische Kriegspolitik auszuräumen. Noch in der letzten Rede – nach dem Sieg über Antonius – warnt er eindringlich vor einer zu raschen Friedensbereitschaft.
Ciceros Leitmotive in den Philippicae waren demnach:
1. Kampf der res publica gegen den Hauptfeind Marcus Antonius.
2. Freiheitsgedanke gegen ein Königtum des Antonius.

## Wirkung

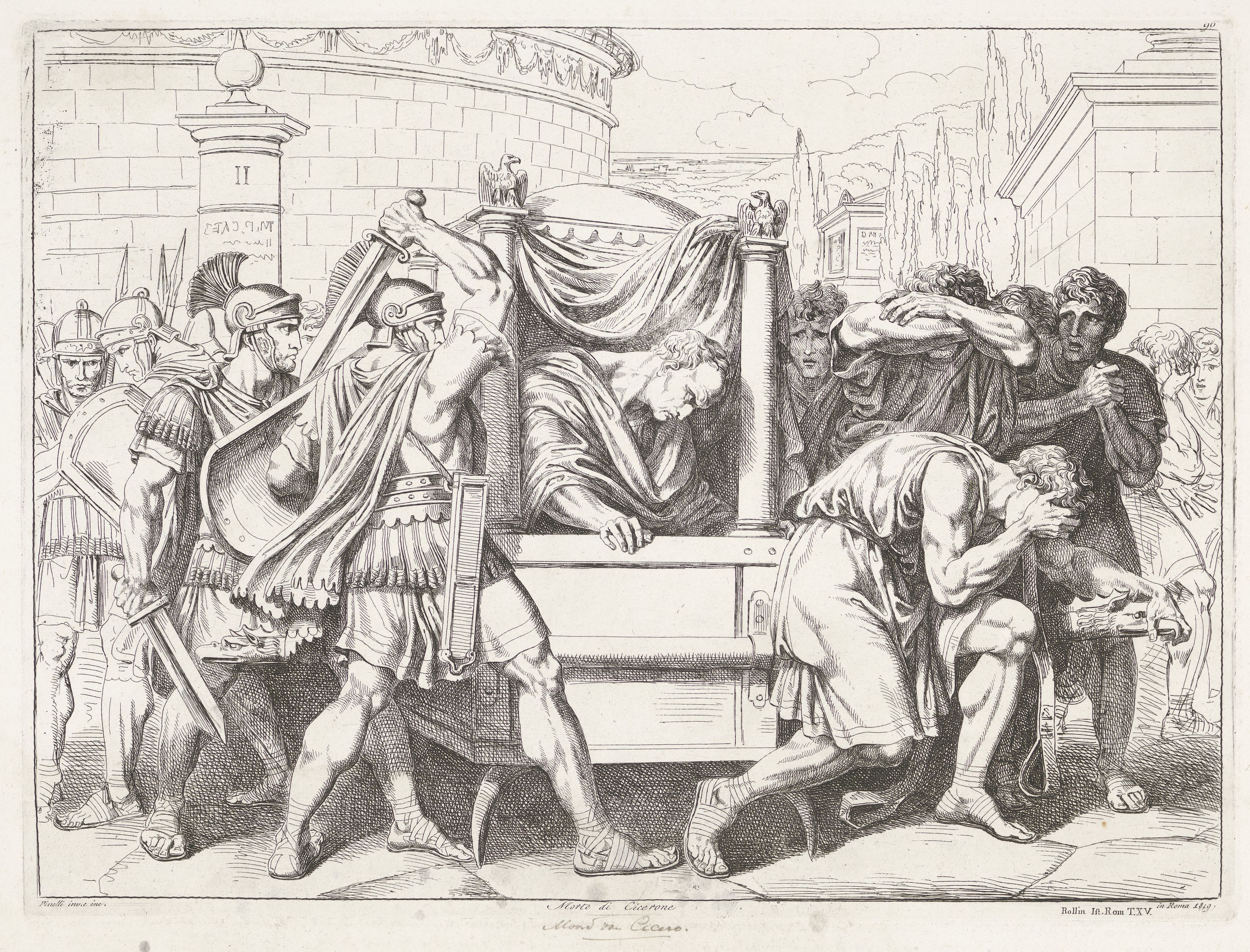
Der Tod des Cicero von Bartolomeo Pinelli. Livius Frg. 120: „Es steht hinreichend fest, daß seine Sklaven bereit waren, tapfer und treu zu kämpfen. Er [Cicero] selbst forderte sie aber auf, die Sänfte abzusetzen und ruhig zu ertragen, was ein ungünstiges Los aufzwinge. Indem er sich aus der Sänfte herausbeugte und seinen Nacken unbewegt darbot, wurde ihm das Haupt abgeschlagen“ (Übersetzung von Hans Jürgen Hillen).

Der Erfolg Ciceros nach der Schlacht von Mutina – die Erklärung Antonius zum Staatsfeind – ließ sich politisch nicht durchsetzen. Zweifellos erwiesen sich das alte „res-publica-Modell“ des Cicero wie insgesamt seine republikanischen Überzeugungen – ähnlich wie im Fall seines gegen die makedonische Expansion vergeblich agitierenden Vorbilds Demosthenes – als politisch überholt: Antonius und Gaius Octavius näherten sich entgegen seinen Erwartungen bald an, im November 43 schon schlossen sie ein Triumvirat mit Marcus Aemilius Lepidus: Cicero wurde von Antonius umgehend öffentlich geächtet (proskribiert), also für vogelfrei erklärt. Cicero wurde am 7. Dezember 43 v. Chr. von den Häschern des Marcus Antonius getötet, seine Hände und sein Haupt öffentlich auf dem Forum Romanum zur Schau gestellt.
Es gibt heute noch den Ausdruck „Eine Philippika halten“, also eine Kampf-, Streitrede halten.